# Беспаловский (Алтайский край)

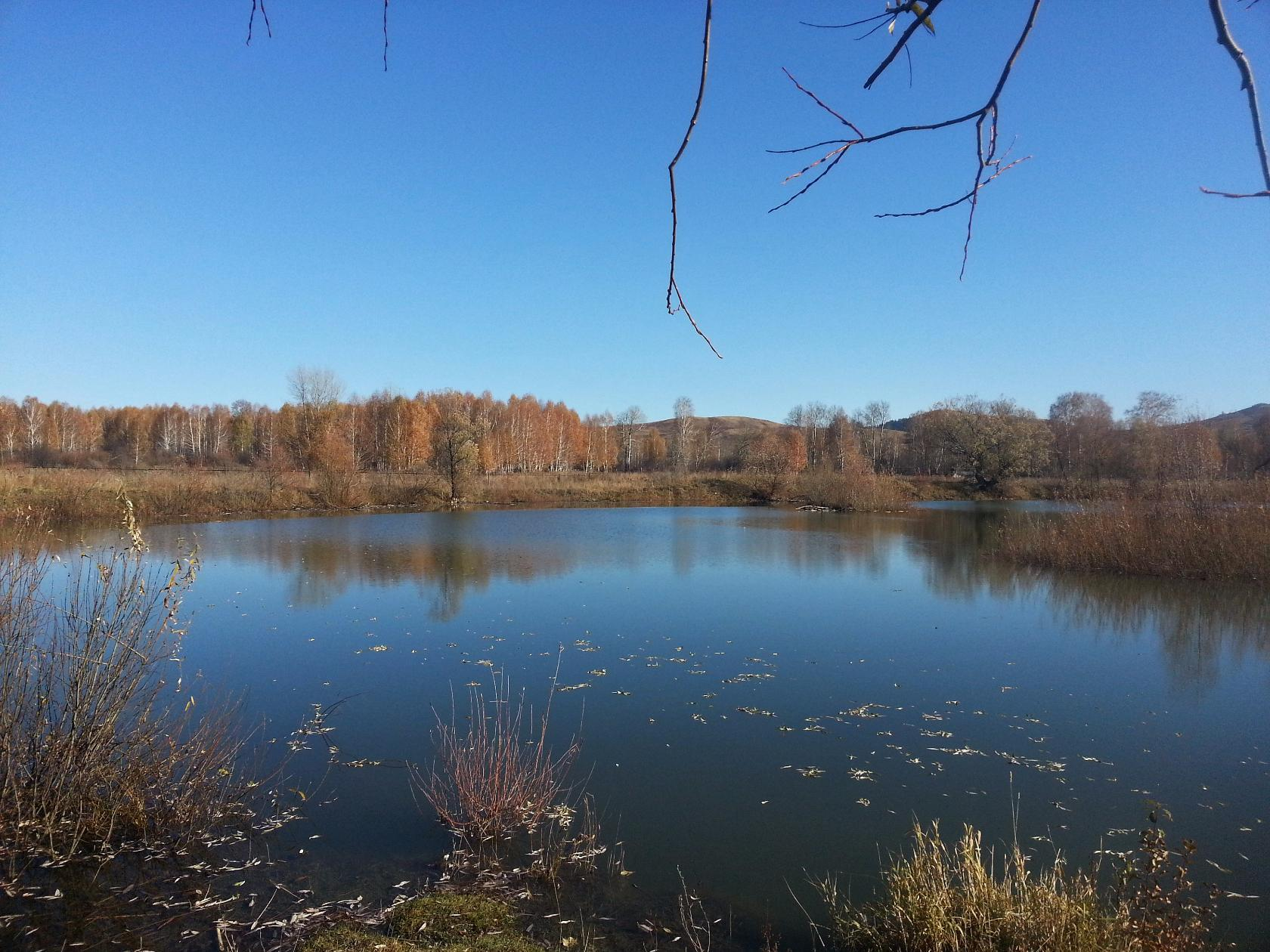
Беспаловский Плотина

Беспаловский — посёлок в Змеиногорском районе Алтайского края России. Административный центр Черепановского сельсовета. Всего в посёлке 10 улиц : Нагорная, Полетаевская, Новая, Цветочная , Строительная, Заречная, Новостройки, Молодежная, Набережная, Центральная.

## История
Основан в 1874 г. В 1926 году состоял из 16 хозяйств, основное население — русские. Входил в состав Змеиногорского сельсовета Змеиногорского района Рубцовского округа Сибирского края.

## Население
| 1926 | 1997  | 1998 | 1999 | 2000 | 2001 | 2002 |
| ---- | ----- | ---- | ---- | ---- | ---- | ---- |
| 85   | ↗1166 | ↘910 | ↗934 | ↗959 | ↘872 | ↘863 |
| 2003 | 2004  | 2005 | 2006 | 2007 | 2008 | 2009 |
| ↗873 | ↘807  | ↘801 | ↘764 | ↘748 | ↗757 | ↘747 |
| 2010 | 2011  | 2012 | 2013 |      |      |      |
| ↘698 | ↘692  | ↗711 | ↘703 |      |      |      |

## СМИ

### Печатные издания
- Еженедельная газета «Змеиногорский вестник».

### Цифровое эфирное телевидение
Все 20 каналов для мультиплекса РТРС-1 и РТРС-2; Пакет радиоканал, включает: «Вести FМ», «Радио Маяк», «Радио России / Алтайская ГТРК».
- Пакет телеканалов РТРС-1 (телевизионный канал 51, частота 714 МГц), включает: «Первый Канал», «Россия 1 / Алтайская ГТРК», «Матч-ТВ», «НТВ», «Пятый Канал», «Россия К», «Россия 24 / Алтайская ГТРК», «Карусель», «ОТР», «ТВЦ».
- Пакет телеканалов РТРС-2 (телевизионный канал 23, частота 490 МГц), включает: «РЕН ТВ», «СПАС», «СТС», «Домашний», «ТВ3», «Пятница!», «Звезда», «Мир», «ТНТ», «МУЗ-ТВ».

Цифровое эфирное телерадиовещание в формате DVB-T2 в Алтайском крае ведётся филиалом РТРС «Алтайский КРТПЦ».

### Радиостанции
- 105,7 «Милицейская волна»
- 107,2 Радио России / ГТРК Алтай
- 107,7 «Дорожное радио»